# Aérodrome d'Oloron - Herrère
L’aérodrome d’Oloron - Herrère (code OACI : LFCO) est un aérodrome ouvert à la circulation aérienne publique (CAP), situé sur la commune d’Herrère à 5 km au sud-est d’Oloron-Sainte-Marie dans les Pyrénées-Atlantiques (région Nouvelle-Aquitaine, France).
Il est utilisé pour la pratique d’activités de loisirs et de tourisme (aviation légère, parachutisme et aéromodélisme).

## Installations
L’aérodrome dispose de deux pistes en herbe orientées est-ouest :
- une piste 07L/25R longue de 1 080 mètres et large de 50 ;
- une piste 07R/25L longue de 1 030 mètres et large de 50, accolée à la première et réservée aux planeurs.

L’aérodrome n’est pas contrôlé. Les communications s’effectuent en auto-information sur la fréquence de 118,775 MHz.
S’y ajoutent une station d’avitaillement en carburant (100LL) et un restaurant.

## Activités
- Aéroclub d’Oloron-Sainte-Marie
- Centre école vol à voile du Haut-Béarn (CEVVHB)